# Síntese de carbazola de Bucherer
A síntese de carbazola de Bucherer é uma reação química usada para sintetizar carbazolas dos naftóiss e aril hidrazinas usando bissulfito de sódio. A reação é nomeada devido a Hans Theodor Bucherer.